# Skálatoftir
Skálatoftir [ˈskɔalaˌtɔftɪr] és un despoblat situat a l'illa Borðoy, a les illes Fèroe. Administrativament pertany a Klaksvík. Skálatoftir va ser abandonat el 1914.

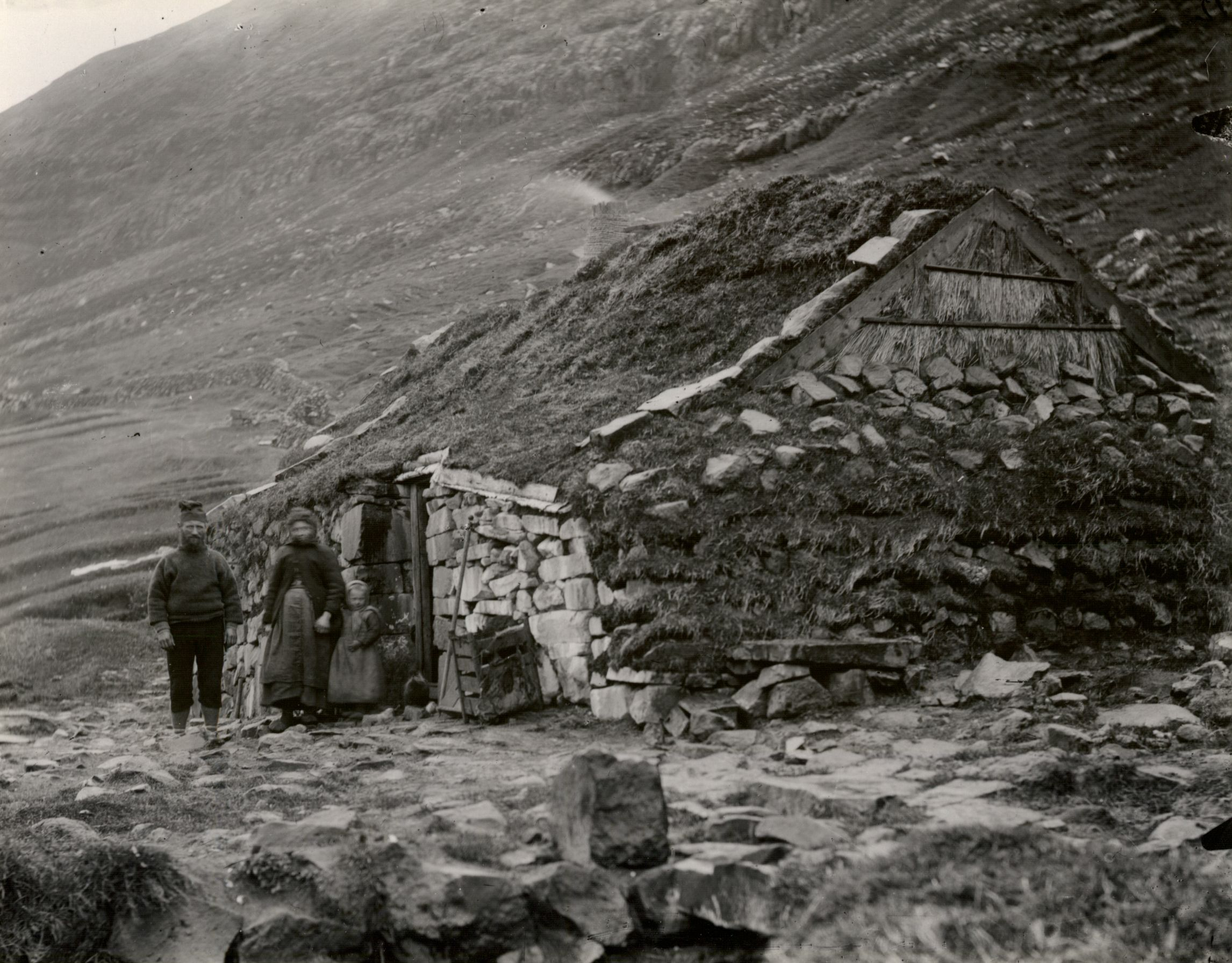
Skálatoftir en una imatge de 1898 o 1899.

Es troba a la costa nord-oest de l'illa, enfront del també despoblat de Skarð, situat a l'illa de Kunoy, a l'altre cantó de l'estret de Haraldssund. Des de les restes de Skálatoftir també hi ha una bona vista cap a la muntanya de Kunoyarnakkur, de 819 metres d'alçada.
Skálatoftir va ser abandonat tres cops abans del definitiu de 1914. El lloc s'esmenta per primera vegada el 1584.
Una ruta de senderisme discorre per la costa fins a les runes del poble. Aquesta ruta comença al nord de la central elèctrica, situada al també despoblat de Strond. La ruta no té dificultat i és coneguda per l'abundància d'ocells que s'hi veuen.